# Taishi, Hyōgo
Taishi (太子町 Taishi-chō) là một thị trấn nằm ở Ibo, Hyōgo, Nhật Bản.
Tính đến ngày 01 tháng 5 năm 2017, thị trấn có dân số ước tính là 34.366 người. Tổng diện tích là 22,62 km².
Ban đầu, Ibo được chia thành ba thị trấn (Ibogawa, Shingū, Mitsu). Tháng 10 năm 2005, ba thị trấn cùng với thị trấn Tatsuno sáp nhập vào một thành phố duy nhất mang tên Tatsuno. Việc sáp nhập lại Taishi như là thị trấn độc lập duy nhất còn lại của Ibo. Kế hoạch riêng biệt đã được đặt ra tương ứng cho việc sáp nhập Taishi và Tatsuno, và việc sáp nhập Taishi và Himeji thành một thành phố.
Thành phố được bao bọc về phía tây bởi thành phố Tatsuno, về phía đông là thành phố Himeji.

## Địa lý
*Các thắng cảnh tự nhiên
Núi: Dan Tsuyama, Kyamiyama, Shiroyama, Masan, Kitayama, Maeyama, núi Tachioka
Sông: Otsu Shigekawa, Hayashidagawa
*Các thành phố lân cận
Himeji, Tatsuno: Tỷ lệ đi lại đến thành phố Himeji là 39,1%, và tỷ lệ đi lại đến Tatsuno là 15,1% (Cả hai cuộc điều tra vào năm 2010).

## Lịch sử
- 1931 - Thị trấn Ikaruga được thành lập trên cơ sở hiện tại của Taishi.
- Ngày 1 tháng 4 năm 1951 - Các thị trấn Ikaruga, làng Sekkai và Ōda được sáp nhập với Ikaruga để hình thành thị trấn Taishi.[2]
- Năm 1955 - làng Tatsuda được nhập vào Taishi.[3]。

### Thị trưởng

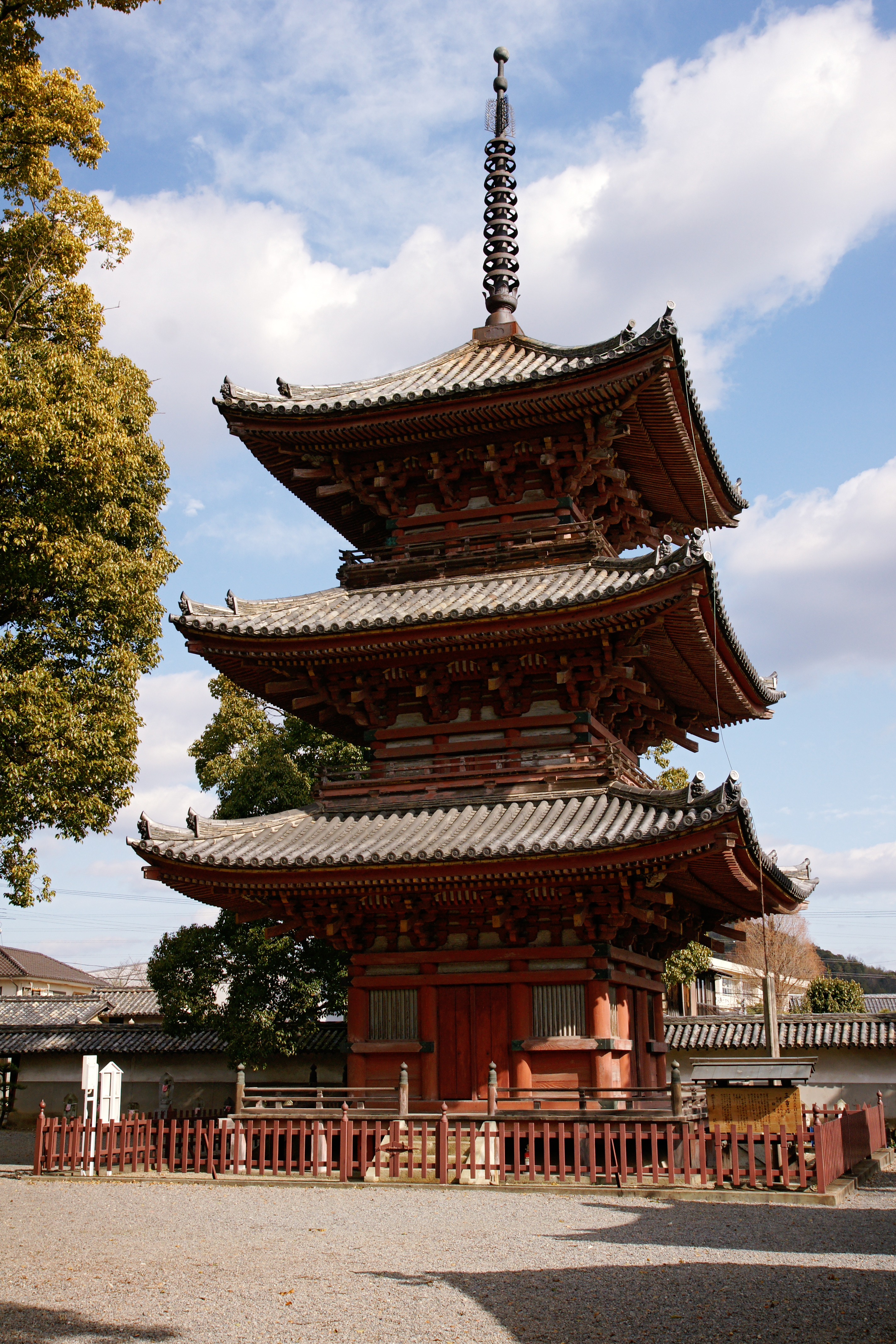
Chùa Ba tầng, nằm trên khuôn viên đền Ikaruga.

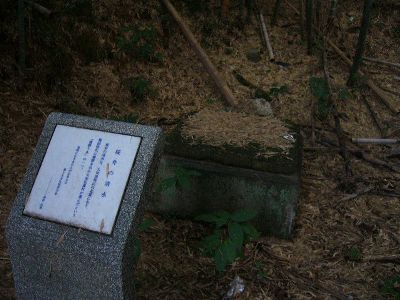

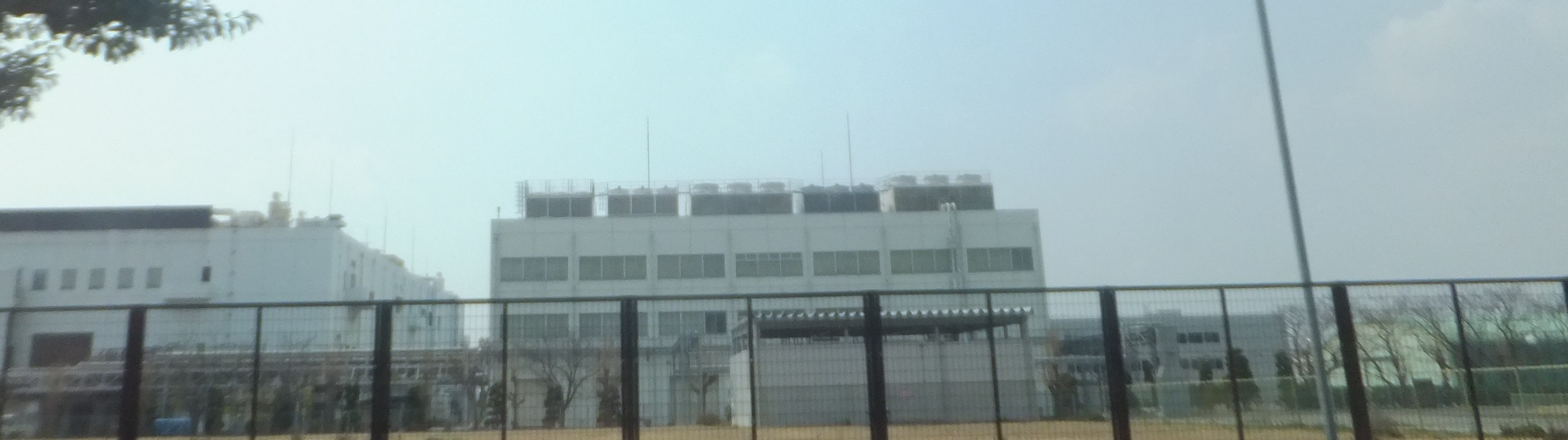

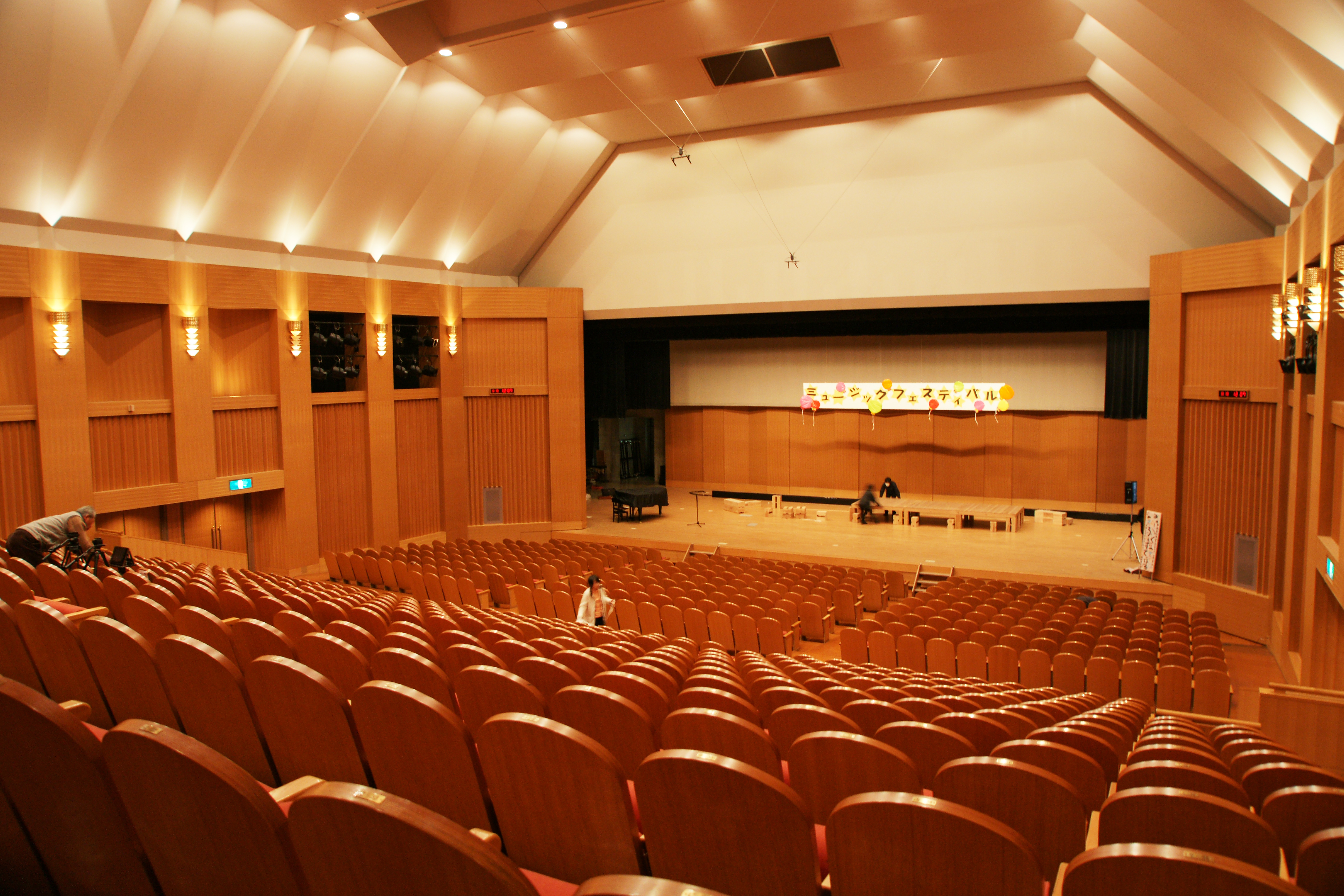

| Tên              | Ngày nhậm chức          | Ngày hết hạn            |
| Chattaki Hattori | Ngày 6 tháng 8 năm 2016 | Ngày 5 tháng 8 năm 2020 |

## Địa điểm Thương mại

### Các công ty
- Nhà máy của Toshiba - sản xuất chất bán dẫn và các sản phẩm liên quan. Ngoài nhà máy chi nhánh Taishi và nhà máy sản xuất chất bán dẫn Himeji, còn có các công ty liên quan. Toshiba dự kiến sẽ hoàn thành việc sản xuất màn hình CRT và sản xuất màn hình hiển thị điện tử dẫn điện cho màn hình lớn màn hình phẳng, nhưng kế hoạch đã được rút lại.
- Công ty TUKYA - Là một đại lý của Idemitsu Kosan, họ đang phát triển các trạm xăng ở các vùng khác nhau của miền tây Nhật Bản, chủ yếu dọc theo các tuyến quốc lộ như Tatsuno, Ako và Aio. Ngoài ra, Hyogo có nhà sách, nhà hàng và cửa hàng tiện lợi.
- Chuỗi cửa hàng Yamada - Đây là nơi thành lập công ty và vẫn có trụ sở chính. Tuy nhiên, hiện tại chỉ còn cửa hàng ở Tây Harima, 6 cửa hàng ở Himeji, 1 ở Kakogawa và 1 ở Takasago.

## Nhân khẩu học
Nhìn vào sự gia tăng giảm dân số từ cuộc khảo sát trước đó từ năm 2010 điều tra dân số lúc đó là 33.439 người, tăng 2,72%, tốc độ thay đổi là vị trí thứ tư ở các thành phố và thị trấn. Vị trí thứ 6 trong 49 các đơn vị hành chính.
| Năm điều tra | Dân số |
| ------------ | ------ |
| 1970         | 20457  |
| 1975         | 24751  |
| 1980         | 26686  |
| 1985         | 29663  |
| 1990         | 30477  |
| 1995         | 31634  |
| 2000         | 31960  |
| 2005         | 32555  |
| 2010         | 33438  |
| 2015         | 33690  |

## Giáo dục
- Mẫu giáo

Lớp mẫu giáo Igaruga Taigo-machi
Lớp mẫu giáo Thị trấn Tateishi
Trường mẫu giáo Taigo-machi Tatsuto
Trường mẫu giáo Otsuka Town Ota
- Trường tiểu học

Trường Tiểu học Igaruga Taigo-machi
Trường tiểu học Taishi-cho Tateishi
Trường Tiểu học Taigo-machi Tatsuto
Trường tiểu học Taishi-cho Ota
- Trường trung học

Trường trung học Tây Taishi-machi Tadako
Trường trung học Đông Taishi-machi Tadako
- Trường trung học

Trường trung học Hyogo Prefecture Steady
- Cơ sở văn hoá

Trung tâm Văn hóa Thị xã Taishi Asuka Hall
Bảo tàng lịch sử thành phố Taishi
Thư viện thị trấn Taishi

## Điểm nổi bật

### Các di tích lịch sử và văn hoá
- Ikaruga-dera - Một ngôi đền Phật giáo của giáo phái Tendai kết nối với Hoàng tử Shōtoku và đưa ra ngày xây dựng năm 606 của Nhà văn trong các tác phẩm lịch sử.
- Bảo tàng lịch sử thành phố (Minzoku Shiryou kan; 民俗資料館) bao gồm một tòa nhà lịch sử duy nhất được trang trí với các hiện vật có từ năm 1860-1863.
- D51-345 là một đầu máy từ năm 1941, được sản xuất tại Yamaguchi và được trưng bày gần Đồi Tatsuoka.

### Những địa điểm văn hóa
- Asuka Hall - Được xây dựng vào năm 1993, một trung tâm văn hóa và nghệ thuật, nơi âm nhạc và các buổi biểu diễn khác được tổ chức. Ghế ngồi khán giả 800 người..

## Những người nổi tiếng
- Miyamoto Musashi (1584-1645) - Người quý tộc có ảnh hưởng nổi tiếng với cả vũ khí lẫn sáng tác; sinh ra ở Taishi; ghi nhận trong bộ sưu tập các tác phẩm được gọi là Harimakagami. Thực tế là có thể là không chính đáng vì nhiều thành phố đã tuyên bố nơi sinh của mình.
- Noguchi Sōichi (1965-) - Phi hành gia và kỹ sư; học tại trường tiểu học ở Taishi bắt đầu từ 3 tuổi cho đến khi hoàn thành lớp 5.
- Yamada Etai (1895-1994) - nhà sư Phật giáo, người đứng đầu phái Tendai.
- Yasuda Seifū (1895-1979) - Nhà thơ chuyên trách việc xuất bản tạp chí Shiratama Tanka; cũng được biết đến để viết các bài thơ Harutori và Tatsuokayama.